# Duclair
Duclair település Franciaországban, Seine-Maritime megyében. Lakosainak száma 4017 fő (2022. január 1.). Duclair Saint-Paër, Anneville-Ambourville, Berville-sur-Seine, Épinay-sur-Duclair, Jumièges, Le Mesnil-sous-Jumièges, Sainte-Marguerite-sur-Duclair, Saint-Pierre-de-Varengeville, Le Trait és Yainville községekkel határos.

## Népesség
A település népességének változása:
| Lakosok száma | 4133 | 4214 | 4253 | 4198 | 4135 | 4073 | 4010 | 4020 | 4017 |
|               | 2013 | 2015 | 2016 | 2017 | 2018 | 2019 | 2020 | 2021 | 2022 |